# Liga Drepturile si Datoriile Femeii
Liga Drepturile si Datoriile Femeii var en organisation för kvinnors rättigheter i Rumänien, grundad 1911. 
Det var den första renodlade rösträttsrörelsen för kvinnor i Rumänien. Den var en del av International Alliance of Women.